# غودي روزين
غودي روزين (بالإنجليزية: Goody Rosen)‏ هو لاعب كرة قاعدة أمريكي، ولد في 28 أغسطس 1912 في تورونتو في كندا، وتوفي في 6 أبريل 1994.

## وصلات خارجية
- غودي روزين على موقعبيزبول رفرنس.كوم (الدوري الرئيسي) (الإنجليزية)
- غودي روزين على موقعبيزبول رفرنس.كوم (الدوري الثانوي) (الإنجليزية)
- غودي روزين على موقع مشجعي الرسوم البيانية (الإنجليزية)